# Bad

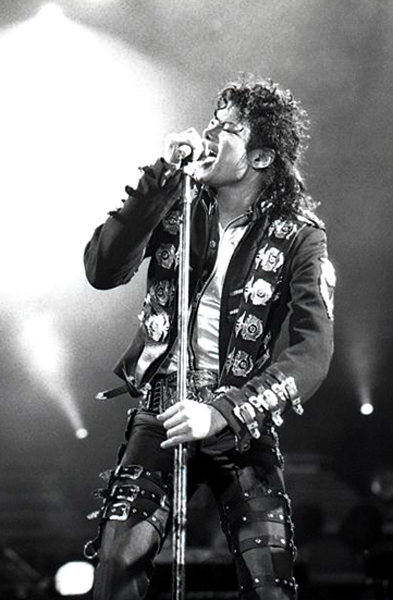
Michael Jackson en concert en el "Bad" tour de 1988

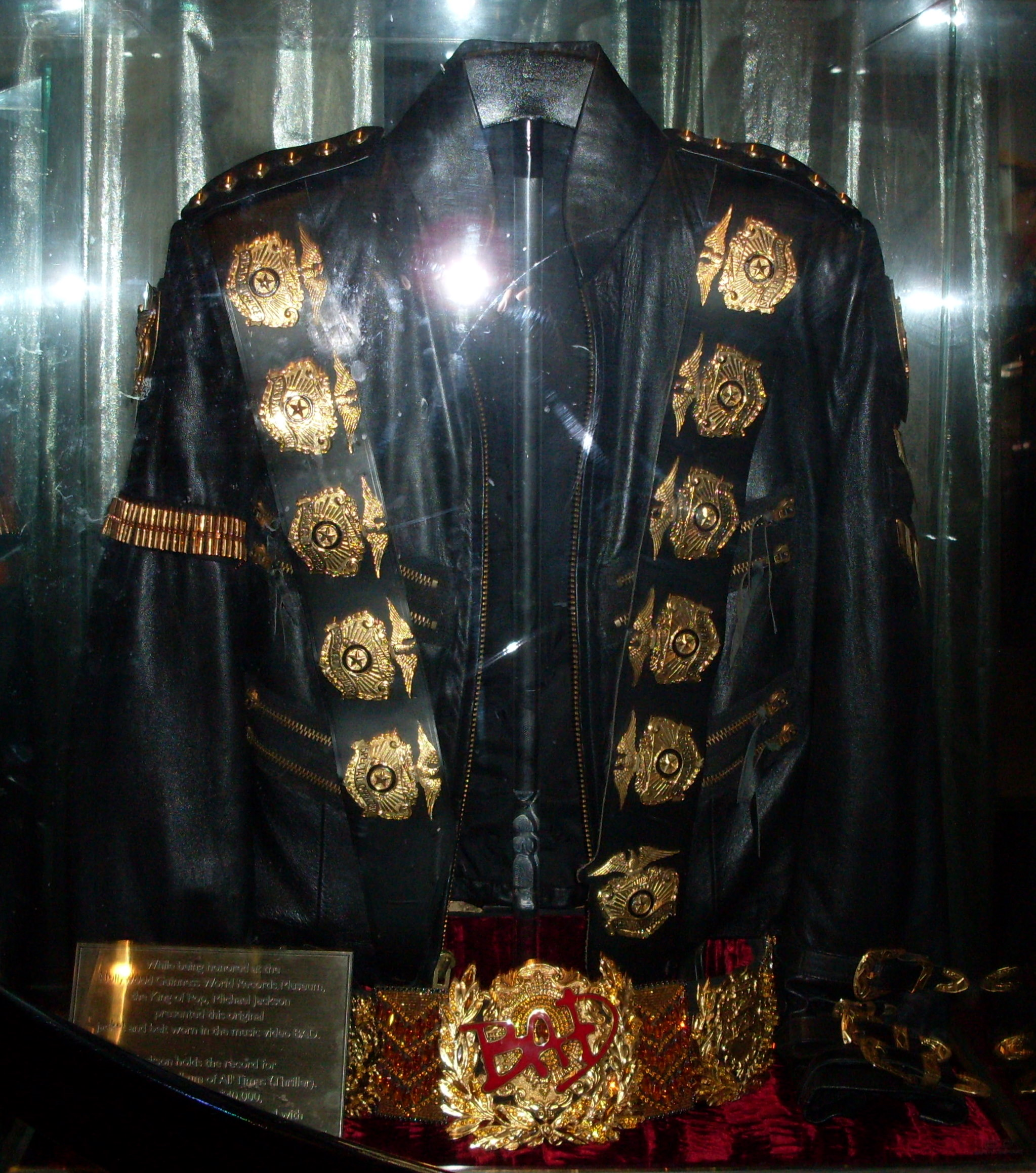
Jaqueta utilitzada en la denominada "Bad Era".

Bad és un àlbum de Michael Jackson, publicat el 1987, amb més de 30 milions de còpies venudes i cinc números 1 a les llistes dels EUA (Billboard Hot 100). Va ser la seva reaparició al mercat, amb un àlbum, cinc anys després de llançar Thriller i després de múltiples ajornaments i rumors.
A començament d'agost de 1987, les emissores de ràdio d'Europa i els Estats Units van començar a radiar «I Just Can't Stop Loving You», una balada a duo amb Siedah Garrett. S'anunciava com «el nou de Michael Jackson». La cançó va tenir una bona acollida, si bé es comentava que la veu de Jackson sonava nerviosa i menys relaxada que la de Garrett, se suposa que per l'estrès que suposava intentar superar els seus èxits anteriors.
Tant en els seus plantejaments lírics com musicals, l'avançament de l'àlbum Bad, va aconseguir crear la màxima expectativa entre els fans de Jackson, ja que al setembre d'aquell mateix any s'anunciava la posada a la venda de l'àlbum, alhora que Jackson partia de gira amb rumb a Àsia. Bad es va publicar l'agost de 1987 i va haver de sofrir les inevitables i molestes comparacions de l'àlbum anterior, Thriller.
Bad és un disc experimental, una mica hiper-produït, recarregat d'instruments i efectes, en el qual Jackson i Quincy Jones, novament al capdavant de la producció artística, intenten buscar nous sons, com el dance de l'època, el R&B (soul i funk) i el hard rock. Bad va ser l'excusa per a una gira mundial que va mantenir ocupat a Jackson des d'agost de 1987 fins a principi de 1989.

## Resultats comercials
Bad, just després de publicar-se, va ser disc d'or als Estats Units en concepte de vendes anticipades (500.000 només als Estats Units). Michael Jackson desitjava batre un nou rècord amb aquest disc: publicar en format single (senzill a 45 rpm de l'època) les onze cançons que formaven l'àlbum. Gairebé ho va aconseguir, ja que van ser deu els senzills publicats, tant en single, com en single promo. A la vegada va ser el primer i únic artista en aconseguir cinc nombres 1 consecutius al Top 40 americà. Al seu torn, va ser el primer àlbum en la història que va aconseguir cinc llocs número 1 a la llista Billboard Hot 100 de singles.

A Europa Bad va ser certificat sis vegades de Platí per l'IFPI, a tall d'acreditació de vendes de 10 milions de còpies.

Bad, la cançó que dona títol al disc, va tenir un video musical (o short-film), un videoclip dirigit per Martin Scorsese, en què pot veure Michael ballant al metro de Nova York. L'esmentat curt musical, de major durada que el «Thriller» (encara que no tan famós, ja que es comercialitzava amb escenes eliminades), es va fer molt popular cap a la fi de l'any 1987 i va aconseguir el segon número 1 al Top 40. Després el van seguir "The Way You Make Me Feel" i a la primavera de 1988 «Man In The Mirror» (escrita per Siedah Garret i Glen Ballard), ambdós núms. 1 als Estats Units. Quan la seva gira recalava a Europa, especialment a Alemanya i el Regne Unit, països on Jackson tenia i té molts seguidors, es va publicar «Another Part Of Me», tema que apareix en un curtmetratge anomenat Captain Eo que en aquell temps només es podia veure a Disneylandia.
Entrat l'estiu de 1988, es publica el senzill «Dirty Diana» i Jackson actua per primera vegada en concert a Espanya. Madrid, Barcelona i Marbella van ser les ciutats escollides. La tardor de 1988 s'estrena als cinemes de tot el món el film Moonwalker, una espècie de gegantí video musical (d'hora i mitjana de durada) en el qual es recullen moments de la gira de Jackson pel món i la cançó «Smooth Criminal», en un remix, que aviat assoleix elevats índexs de popularitat, arribant a aconseguir el Top 10 en el Top 40 dels EUA. Tanquen la llista de singles els temes «Leave Me Alone» (que sols apareix al cd de Bad, i el clip del qual al·ludeix als rumors estrafolaris que circulaven sobre Jackson), i «Liberian Girl». Al clip d'aquesta última cançó, Michael Jackson reunia gran nombre d'estrelles, des de la model Iman (esposa de David Bowie) fins a Brigitte Nielsen.

## Llista de cançons
| Núm. | Títol                                               | Composició                   | Durada |
| ---- | --------------------------------------------------- | ---------------------------- | ------ |
| 1.   | «Bad»                                               | Michael Jackson              | 4:07   |
| 2.   | «The Way You Make Me Feel»                          | Michael Jackson              | 4:57   |
| 3.   | «Speed Demon»                                       | Michael Jackson              | 4:01   |
| 4.   | «Liberian Girl»                                     | Michael Jackson              | 3:53   |
| 5.   | «Just Good Friends» (con Stevie Wonder)             | Terry Britten, Graham Lyle   | 4:06   |
| 6.   | «Another Part of Me»                                | Michael Jackson              | 3:54   |
| 7.   | «Man in the Mirror»                                 | Siedah Garrett, Glen Ballard | 5:20   |
| 8.   | «I Just Can't Stop Loving You» (con Siedah Garrett) | Michael Jackson              | 4:11   |
| 9.   | «Dirty Diana»                                       | Michael Jackson              | 4:41   |
| 10.  | «Smooth Criminal»                                   | Michael Jackson              | 4:17   |
| 11.  | «Leave Me Alone»                                    | Michael Jackson              | 4:40   |

| Núm. | Títol                                       | Composició                    | Durada |
| ---- | ------------------------------------------- | ----------------------------- | ------ |
| 12.  | «Quincy Jones Interview #1»                 |                               | 4:03   |
| 13.  | «Streetwalker»                              | Michael Jackson               | 5:49   |
| 14.  | «Quincy Jones Interview #2»                 |                               | 2:53   |
| 15.  | «Todo Mi Amor Eres Tu» (con Siedah Garrett) | Michael Jackson, Rubén Blades | 4:05   |
| 16.  | «Quincy Jones Interview #3»                 |                               | 2:30   |
| 17.  | «Spoken Intro to Fly Away»                  |                               | 0:08   |
| 18.  | «Fly Away»                                  | Michael Jackson               | 3:26   |

## Outtakes
- "Love Never Felt So Good" (Michael Jackson, Paul Anka & Kathy Wakefield) - Publicada en 1985 por Johnny Mathis.Demo filtrada.
- "Hot Fever" (Michael Jackson) - Demo de "The Way You Make Me Feel"
- "Buffalo Bill" (Michael Jackson)
- "What You Do To Me" (Michael Jackson)
- "Tomboy" (Michael Jackson)
- "Bumper Snippet" (Michael Jackson) - Gravat durant les sessions de "Bad".
- "Crack Kills" (con Run DMC)(Michael Jackson) - Descartat de "Bad". Part de la lletra es va reutilitzar per a la versió llarga del tema "Bad".
- "Pyramid Girl" (Michael Jackson) - Demo de "Liberian Girl". >
- "The Price of Fame" (Michael Jackson)
- "Who's Bad" (Michael Jackson) - Demo de "Bad".
- "Fantasy" (Michael Jackson)
- "Get In To The Groove" (Michael Jackson) - Versió primitiva de "Black or White", gravat per a "Bad".
- "Groove Of Midnight" (Rod Temperton) - Apareix suposadament en un lot de cintes d'estudi de l'època "Bad", subhastades fa uns anys. D'elles es va filtrar un petit fragment de Michael entonant aquesta cançó. El tema va ser cedit finalment a Siedah Garrett que ho interpreta al seu disc "Kiss of Life".
- "Je Ne Veux Pas La Fin De Nous" (amb Siedah Garrett) (Michael Jackson y Christine Decroix) - Versió francesa d'"I Just Can't Stop Loving You" - Filtrada.
- "Someone Put Your Hand Out" (Michael Jackson) - Versió primitiva del tema amb el mateix títol, tema gravat per a "Bad".
- "Townboy" (Michael Jackson)
- "Turning Me Off" (Michael Jackson) - Gravat per a "Bad" i retreballat per a "Dangerous".
- "Saturday" (Michael Jackson)
- "Far Far Away" (Michael Jackson)
- "Streetwalker" (Michael Jackson)
- "We Are Here To Change The World" (Michael Jackson y John Barnes) - Va ser gravada el 1985 i utilitzada per al film Captain Eo protagonitzada pel mateix Michael Jackson - Filtrada
- "Cheater" (Michael Jackson y Greg Phillinganes) - Filtrada
- "Scared Of The Moon" (Michael Jackson y Buz Hansen) - Filtrada
- "Chicago 1945" (Michael Jackson, Steve Pocaro) - Gravada per a "Bad" i retreballada per a "Invincible".
- "Get In To The Groove" (Michael Jackson) - Gravada per a "Bad". (Versió primitiva de "Black Or White").

## Certificacions
| País         | Certificacions | Vendes    |
| ------------ | -------------- | --------- |
| Austràlia    | 6 x Platí      | 420,000   |
| Àustria      | 4 x Platí      | 80,000    |
| Canadà       | 7 x Platí      | 700,000   |
| Alemanya     | 4 x Platí      | 2.000.000 |
| Finlàndia    | Or             | 51,287    |
| Mèxic        | Platí + Or     | 500,000   |
| Nova Zelanda | 9 x Platí      | 135,000   |
| Regne Unit   | 11 x Platí     | 3,549,950 |
| Estats Units | 8 x Platí      | 8.000.000 |